# Cynoglossum grande
Cynoglossum grande là loài thực vật có hoa trong họ Mồ hôi. Loài này được Douglas ex Lehm. mô tả khoa học đầu tiên năm 1830.